# باميلا مور
باميلا مور (بالإنجليزية: Pamela Moore)‏ هي موسيقية ومغنية أمريكية، ولدت في القرن العشرين.

## وصلات خارجية
- الموقع الرسمي
- باميلا مور على موقع ميوزك برينز (الإنجليزية)
- باميلا مور على موقع ديسكوغز (الإنجليزية)